# Chordodes bouvieri
Chordodes bouvieri är en tagelmaskart som först beskrevs av J.P. Villot 1884.  Chordodes bouvieri ingår i släktet Chordodes och familjen Chordodidae. Inga underarter finns listade i Catalogue of Life.